# Герит Фолхабер
Герит Анри Виктор Лодевајк Фолхабер (22. септембар 1912 – 1951) био је индонежански фудбалски везни играч који је играо за Холандску Источну Индију на Светском првенству у фудбалу 1938. године. Такође је играо за Ђокоју Ђокџакарту

## Спољашне везе
- Gerrit Faulhaber at Soccerway.com
- Gerrit Faulhaber at FBref.com